# Fort de la Double-Couronne

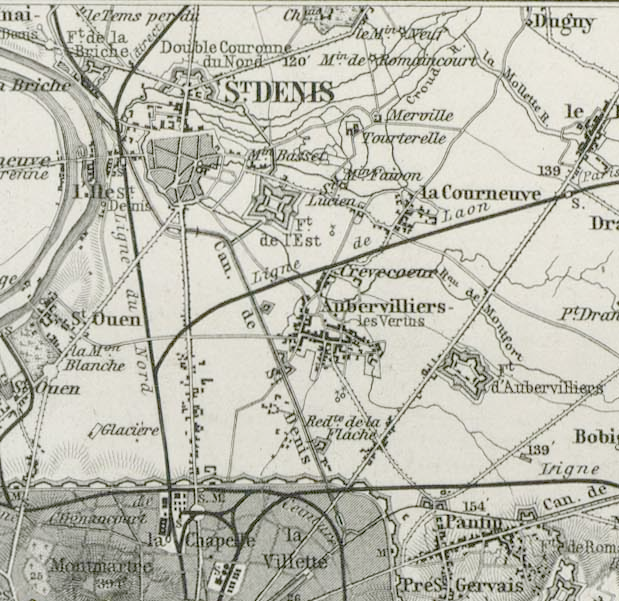
Carte datant de 1871 et indiquant les trois forts de Saint-Denis : La Briche, Double-Couronne du Nord, Fort de l'Est

Le fort de la Double-Couronne également appelé fort de la Double-Couronne du Nord de Saint-Denis, était situé au nord de cette commune dans le quartier dit du Barrage de Saint-Denis (actuelle place du Général-Leclerc, au croisement de la rue Gabriel-Péri et de l'avenue de Stalingrad).
C'est l'un des seize forts détachés de l'Enceinte de Thiers qui protégeaient Paris durant la seconde moitié du XIXe siècle.

## Situation
Sa position lui permettait de contrôler la RN1 et la RN14, ainsi qu'une voie de communication plus secondaire, la route de Gonesse, tout en contribuant à la protection de l'importante ville industrielle qu'était alors Saint-Denis.
Il était raccordé au Fort de la Briche par la Digue du Croult.

## Description
Voici la description sommaire que fait du fort de la Double-Couronne le vice-amiral La Roncière Le Noury, en 1870 :
« La Double-Couronne n'est pas, à proprement parler, un fort. C'est une ligne de fortifications ouvertes à la gorge, qui couvrent la ville de Saint-Denis et qui sont coupées par trois portes, donnant accès à la route du Havre, à la route de Calais et à la route de Gonesse, lesquelles routes se rejoignent, à l'intérieur, à une patte d'oie, à cent mètres en arrière des fortifications. »

« Ces fortifications ont un développement de 1 150 mètres et forment une demi-lune. La Double-Couronne était reliée au fort de la Briche par un chemin couvert dominé, sur certains points, par la route du Havre, qui le longeait à 50 mètres de distance. Un fossé séparait le chemin de la route. »
« Ce chemin couvert se continuait à l'est de la Double-Couronne, et fut coupé par deux petites batteries de deux pièces chacune : la batterie du Crould et celle de Marville. Il s'arrêtait à la route de la Courneuve, près du fort de l'Est ».
« À partir de la Double-Couronne, une digue, longeant ce chemin, retenait une inondation formée des eaux du Crould et du Rouillon, et qui s'étendait jusque près de Dugny. »
« Les fossés des bastions étaient également inondés. »
« L'armement normal de la Double-Couronne était de soixante-quatorze pièces, la plupart de gros calibre, servies par l'artillerie de marine, 23e batterie, et par des auxiliaires formés pendant le siège. »

## Historique

### Guerre de 1870

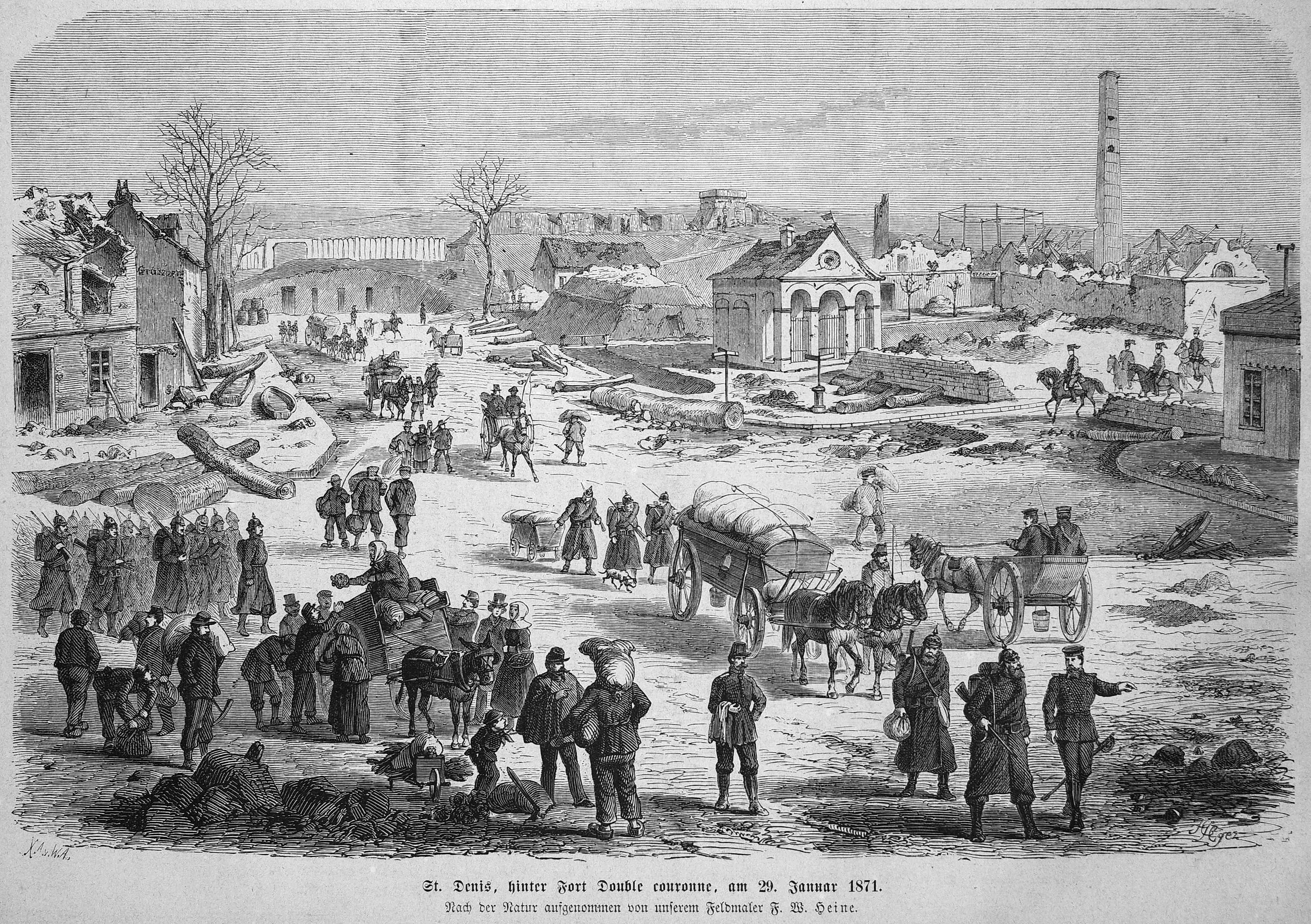
Le 29 janvier 1871.

Durant le siège de Paris de 1870-1871 la Double-Couronne est une des belles défenses qui entourent Paris, mais c'est aussi une des plus exposées, car elle est environnée de positions qui la dominent et dont les Prussiens étaient maîtres. C'est un vrai nid à boulets, toutes les batteries ennemies ayant pour objectif ce fort, il devenait un des plus dangereux à tenir. Sans cesse visé, inquiété et atteint par les projectiles venant de tous les points de la circonférence ennemie, il fallait être constamment en éveil dans son enceinte et dans son voisinage.
 
Sur son front d'attaque s'élève, en effet, la butte Pinson à l'est, Stains et le Bourget à l'ouest Deuil, Pierrefitte, Enghien, Montmorency, Sannois et la butte d'Orgemont à Argenteuil. 

C'était donc certainement et absolument le plus dangereux des forts à commander. 
Les premiers jours d'octobre furent consacrés à la mise en état du fort, à l'installation de ses défenseurs, à l'organisation des grand'gardes, des postes, des corvées de légumes, à la police intérieure, etc.
La Double-Couronne, n'étant pas close et isolée du côté de l'intérieur, communiquait avec la ville de Saint-Denis, contenait l'usine à gaz, des ateliers, des maisons que l'on transforma en casernements pour près de deux mille hommes, et pouvait être encombrée par les gens du dehors, les visiteurs, les curieux, les marchands ambulants. 
Dans la deuxième bataille du Bourget, du 21 au 22 décembre, l'artillerie de la Double-Couronne appuya utilement, par son feu à longue portée, les opérations de l'armée. 
Le 21 janvier 1871, le fort de la Double-Couronne était battu de front par les batteries allemandes de la butte Pinson et de Pierrefitte. Ses courtines étaient enfilées par les batteries de Stains et du Bourget, à l'est, et par celles d'Enghien, d'Épinay et de Montmorency, à l'ouest. C'était un ensemble de neuf feux croisés.
 
À sept heures du soir, le fort de la Double-Couronne avait échangé 900 projectiles contre 1 100. Profitant de l'obscurité, l'ennemi prenait possession des retranchements qu'avaient dû abandonner les postes avancés. Il y établit des batteries volantes qui tirèrent sur les embrasures avec des boites à balles.  
Commencé le 21 janvier à huit heures et demie du matin, le bombardement ne cessa que le 26 à minuit, par suite de l'armistice. Cent hommes de tous grades avaient été tués ou blessés en ces six jours. Le chiffre total des projectiles reçus fut d'environ vingt-deux mille. Il y eut neuf pièces de gros calibre hors de service, par suite des projectiles reçus, les Prussiens ne cherchant qu'à démonter nos pièces. On compta aussi quatorze voitures et onze affûts mis également hors de service.  

### Première guerre mondiale

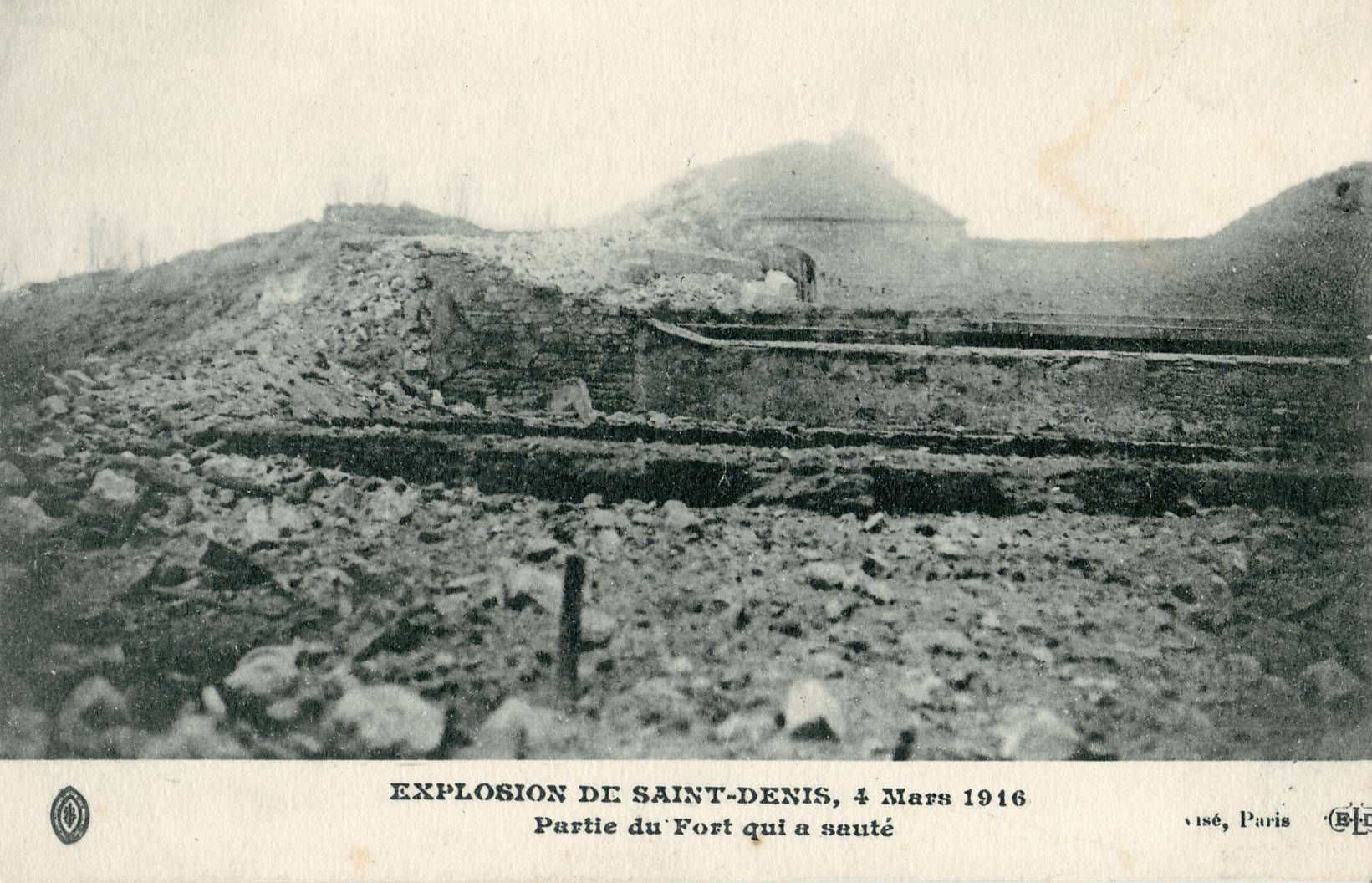
Fort de la Double-Couronne, explosion du 4 mars 1916.

Il a été gravement endommagé lors d'une explosion liée à la présence de grandes quantités de munitions, le 4 mars 1916,. Cette explosion fit 40 morts et 67 blessés,
En 1919, par l'arrêt Regnault-Desroziers, le Conseil d'État a admis la responsabilité sans faute de l'État, permettant aux riverains d'être indemnisés pour les dommages causés par l'explosion.
Le fort a été rasé après la Première Guerre mondiale et ses emprises utilisées par des ensembles de logements, des équipements sportifs de la ville de Saint-Denis et le centre bus RATP de Saint-Denis. Dans les années 2000, son nom est donné au projet architectural de la « Cité Double Couronne ».